# Alojzy Matysiak
Alojzy Matysiak (ur. 18 czerwca 1936) – polski piłkarz, trener.

## Kariera
Był wychowankiem klubu Wawel w rodzinnej Nowej Wsi (później Ruda Śląska). Od 14 roku życia trenował w Spójni Rzeszów, a po fuzji tego klubu z innym rzeszowskim klubem, od 1956 grał w Resovii. Grając w tym zespole na pozycji prawoskrzydłowego zdobył mistrzostwo III ligi w sezonie 1960. Był powoływany do reprezentacji Polski do lat 19, prowadzonej przez Kazimierza Górskiego (zdobył gola w meczu z Francją, zakończonego wynikiem 1:1). Od 1960 był zawodnikiem Stali Rzeszów, grając w II lidze. Wraz z drużyną w sezonie 1962 awansował do I ligi, gdzie w edycji 1965/1966 zajął 7. miejsce, najwyższe w historii klubu.
U kresu kariery zawodniczej podjął pracę trenerską. Ukończył studia na Akademii Wychowania Fizycznego w Warszawie. Uzyskał stopień trenera II klasy państwowej przed 1980, a w późniejszym czasie stopień trenera I klasy.
W sezonie 1968/1969 prowadził Izolator Boguchwała, awansujący wówczas do klasy B. Był szkoleniowcem kadry juniorów OZPN województwa rzeszowskiego, trenerem drużyny juniorów Stali Rzeszów, kadry młodzieżowej województwa rzeszowskiego, wraz z którą zajął 5. miejsce na Ogólnopolskiej Spartakiadzie Młodzieży w Bydgoszczy w 1979. Od 8 stycznia 1980 był trenerem Stali Sanok w II rundzie edycji III ligi 1979/1980, po której została zdegradowana. Na początku nowego sezonu 1980/1981 IV-ligowej klasy okręgowej, grupy rzeszowsko-krośnieńskiej prowadzona przez niego Stal nie została pokonana w pierwszych 11 meczach i była na 1. miejscu w tabeli, jednak w opinii władz klubu nie prezentowała odpowiedniego poziomu i w listopadzie 1980 został zwolniony ze stanowiska trenera. Później kilka razy był szkoleniowcem macierzystej Resovii, grającej w II lidze, w sezonach 1981/1982 (I trener), 1989/1990 (asystent), 1990/1991, 1991/1992 oraz runda jesienna sezonu 1992/1993 (I trener). Został trenerem roku 1991 w rankingu OZPN w Rzeszowie. W sezonie 1993/1994 był trenerem Stali Łańcut w III lidze, zdegradowanej wówczas o klasę niżej. Na przełomie XX/XXI wieku trenował LKS Trzebownisko. Do początku XXI wieku trenował drużyny młodzieżowe w Stali Rzeszów, po czym odszedł na emeryturę. Od lipca 2003 był trenerem KS Zaczernie
Autor książki pt. Jak zostać bramkarzem?. Postanowieniem prezydenta RP Aleksandra Kwaśniewskiego z 9 grudnia 2004 został odznaczony Złotym Krzyżem Zasługi za zasługi w działalności na rzecz rozwoju sportu.